# Serviço Social do Comércio (pallavolo)
Il Serviço Social do Comércio fu una società pallavolistica brasiliana, con sede a Rio de Janeiro.

## Storia
Il Serviço Social do Comércio viene fondato il 1º ottobre 2016, come squadra del Sesc RJ, la sezione del Serviço Social do Comércio nello stato di Rio de Janeiro. Fa il suo esordio nella Taça Prata 2016, dominando la classifica del Gruppo B e, pertanto, ottenendo l'accesso alla Superliga Série B 2017, dove, con un altro primo posto viene promosso in Superliga Série A; in ambito locale si laurea invece campione statale, aggiudicandosi il Campionato Carioca 2016.
Nella stagione 2017-18 debutta in massima serie, classificandosi al terzo posto, mentre nella stagione seguente si piazza al quarto posto in classifica, prima di ottenere un altro terzo posto nell'annata 2019-20: in ambito internazionale partecipa a due edizioni della Coppa Libertadores, dove ottiene rispettivamente un secondo e un terzo posto, mentre in ambito statale vince altre tre edizioni del Campionato Carioca.
Nel febbraio 2020 il Sesc annuncia la chiusura della squadra di pallavolo maschile al termine degli impegni stagionali.

## Palmarès
- Campionato Carioca: 4

2016, 2017, 2018, 2019